# Мария-Антуанетта Паскини Деи Конти де Костафьорита
Мария-Антуанетта Паскини Деи Конти де Костафьорита (итал. Maria Antonietta Pasquini dei Conti di Costafiorita; 26 апреля 1911 — 22 февраля 1944) — вторая супруга князя Ираклия II Георгиевича Багратион-Мухранского (1909—1977).

## Биография
Княгиня Мария Антуанетта была дочерью графа Уго де Костафиорита и в 1940 году вступила в брак с Князем Ираклием Георгиевич Багратион-Мухранским, возглавившим Грузинский Царский Дом в 1957 году. 22 февраля 1944 года после родов своего единственного сына Князя Георгия она скончалась на 33-м году жизни. После смерти Марии-Антуанетты в 1944 году Ираклий стал жить в Испании со своим маленьким сыном Георгием. И в 1946 году, где тот женился на испанской инфанте донье Марии де лас Мерседес Баварской (3 октября 1911—11 сентября 1953), племяннице короля Альфонса XIII. После свадьбы они вернулись в Испанию, где проживали в Мадриде.В браке родилось двое детей: дочь Мария (р. 27 июня 1947) и сын Баграт (р. 12 января 1949).

## Память
8 января 2015 года в мавзолее семьи Пасквини в Риме состоялась поминальная служба о упокоении души Её Царского Высочества Княгини Марии Антуанетты Багратион-Мухранской, на которой присутствовал её Августейший внук Глава Грузинского Царского Дома Князь Давид XII Георгиевич Багратион-Мухранский. Службу провёл священник Грузинской Православной Церкви отец Илия в сопровождении грузинского хора. На церемонии присутствовали римские кавалеры Грузинских Царских Орденов..

## Семья
- Муж — Ираклий Георгиевич Багратион-Мухранский (1909—1977) — князь, представитель Багратион-Мухранских, ветви грузинской царской династии Багратионов, претендент на грузинский престол[9].
  - Сын — Георгий Ираклиевич Багратион, князь Мухранский, ставший после смерти отца главой Грузинского Царского Дома[2].

## Титул
С 20 июня 1940 по 22 февраля 1944: Е.Ц.В. Княгиня Мария Антуанетта Багратион-Мухранская.